# Lewis A. Coser

Lewis Alfred Coser, född 27 november 1913 i Berlin, död 8 juli 2003 i Cambridge, Massachusetts, var en tysk-amerikansk sociolog, som tjänstgjorde den 66:e ordföranden för American Sociological Association 1975.

## Sociologiskt verk
Coser var den förste sociologen som försökte kombinera strukturfunktionalism och konfliktteori ; hans verk var inriktat på att hitta de funktionella komponenterna i social konflikt. Hävdade Coser - likt Georg Simmel - där konflikten kan tjäna till att stärka en löst strukturerad grupp. I sönderfallande samhällen kan konflikt med andra grupper, återställa den sociala sammanhållningen. Till exempel kan israeliska judars sammanhållning tillskrivas den långvariga konflikten med araber. Konflikter med en grupp kan också tjäna till att skapa sammanhållning genom att leda till en serie allianser med andra grupper.

## Verk
- The Functions of Social Conflict, 1956
- The American Communist Party (with Irving Howe), 1957
- Sociology Through Literature: An Introductory Reader, 1963
- Sociological Theory, 1964
- Men of ideas, 1965
- Political Sociology, 1967
- Continuities in the Study of Social Conflict, 1967
- A Handful of Thistles: Collected Papers in Moral Conviction, 1968
- Sociological Theory (with Bernard Rosenberg), 1969
- Masters of Sociological Thought, 1970
- The Seventies: Problems and Proposals (with Irving Howe), 1972
- Greedy Institutions, 1974
- The New Conservatives: A Critique from the Left (with Irving Howe), 1974
- The Idea of Social Structure, Papers in Honor of R. K. Merton, 1975
- The Uses of Controversy in Sociology, 1976
- Refugee Scholars in America, 1984
- Conflict and Consensus, 1984
- Books: The Culture and Commerce of Publishing (with Charles Kadushin and Walter W. Powell), 1985
- Voices of Dissent (with Maurice Halbwachs), 1992